# Leonor Pinhão
Leonor Pinhão ComM (Lisboa, 27 de Março de 1957)  é uma jornalista, tradutora e ghost-writer portuguesa.
É casada com o realizador João Botelho e filha do também jornalista Carlos Pinhão.
Frequentou o curso de História da Faculdade de Letras da Universidade de Lisboa e o curso de Cinema do Conservatório Nacional. Colabora semanalmente, com uma coluna de opinião, no jornal Expresso, escrevendo para a revista Única, na secção Contraste, juntamente com Miguel Esteves Cardoso.
Foi, durante algum tempo, comentadora de futebol no extinto programa Donos da Bola, emitido nas noites de sexta-feira, na SIC, e, mais tarde, no programa Sacanas sem Lei, no Canal Q, com José de Pina pelo Sporting Clube de Portugal e João Nuno Coelho pelo Futebol Clube do Porto.
No programa Grandes Portugueses, emitido pela RTP, foi a defensora de D. Afonso Henriques.
Escreve todas as quintas-feiras no diário desportivo português A Bola, onde aborda principalmente nas suas crónicas o seu clube do coração, o Sport Lisboa e Benfica. 
Foi condecorada pelo Presidente Jorge Sampaio a 9 de Junho de 2005 com o grau de Comendadora da Ordem do Mérito.

## Obras
- Rosa Mota : memória de uma carreira (1999);
- Tudo sobre futebol (2001);
- Eu, Carolina (2006).

## Filmografia
- Conversa Acabada (1981)